# Pablo Emilio Salazar Paíz
Pablo Emilio Salazar Paíz (19 de abril de 1942, Cabo Gracias a Dios, Waspán, Zelaya, Nicaragua - octubre de 1979, Tegucigalpa, Honduras) más conocido como «Comandante Bravo», fue un militar nicaragüense de ascendencia portuguesa que alcanzó el grado de coronel de la Guardia Nacional de Nicaragua (GN) y es el comandante militar más reconocido de las tropas de élite de la EEBI de la GN que combatieron a las fuerzas guerrilleras del FSLN en el Frente Sur antes del triunfo de la Revolución Sandinista. 
Murió asesinado en una operación planeada, organizada y dirigida por la Dirección General de Seguridad del Estado (DGSE) del Ministerio del Interior con el visto bueno de la dirigencia sandinista, siendo ejecutores intelectuales Lenín Cerna Juárez y Enrique Gorriarán Merlo.

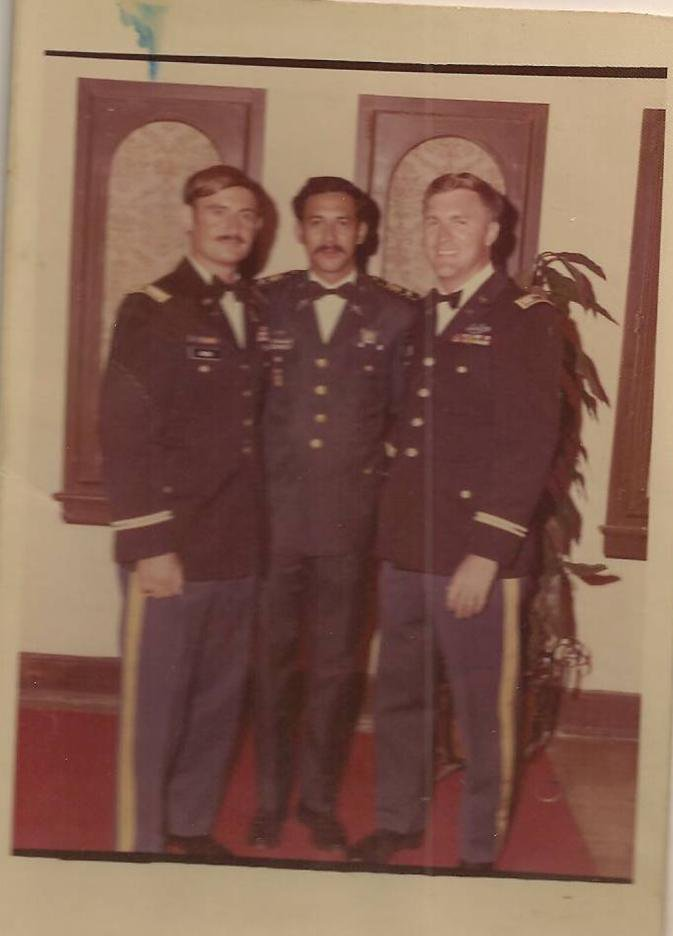
Pablo Emilio Salazar, Comandante Bravo al centro acompañado por dos militares estadounidenses.

## Reseña biográfica
Fue hijo de Lisandro Salazar e Bragança P. y Aurora Paíz. Su familia paterna era de origen aristocrático portugués.
Inició sus estudios en el Instituto Nacional Central Miguel Ramírez Goyena. 
En 1959, ingresó a la Academia Militar de Nicaragua, donde se graduó en la 18.ª Promoción en 1963, ostentando el número de cadete 764. Realizó cursos militares especializados en Europa, principalmente en Italia.
Contrajo matrimonio con Martha Ligia Rivas de Salazar. De ésta unión nacen tres hijas: Erika Alessandra, Martha Paola y Geraldine marie. Posteriormente se convertiría en Coronel G.N.

## Comandante militar
Al regresar a Nicaragua se incorporó al servicio activo y alcanza el rango de Mayor G.N. donde estuvo al mando de la Primer Batallón Blindado Presidencial, una unidad especial de seguridad militar para el Presidente Anastasio Somoza Debayle, que en forma discreta creaba un círculo alrededor del jefe de Estado, previniendo ataques de grupos armados o atentados. Esta unidad era la barrera exterior, no visible, que vigilaba las rutas de acceso al lugar urbano o rural donde el Presidente se encontraba cumpliendo sus visitas protocolarias, oficiales y personales.
Tras la insurrección de septiembre de 1978, Salazar apodado "Comandante Bravo", fue asignado a la jefatura del Frente Sur, por donde llegaba la mayor ofensiva internacional con apoyo militar en hombres y armamento del general Omar Torrijos de Panamá, que tenían bases en Costa Rica. 
El mérito militar de Salazar fue la creación y sostenimiento de un frente impenetrable, resistiendo todas y cada unas de las arremetidas de los guerrilleros sandinistas y de sus aliados internacionalistas procedentes de Panamá, Venezuela, Colombia y Argentina.
Fue considerado uno de "Los tres jinetes" de Somoza Debayle, junto con el Mayor G.N. Franklin Montenegro Alarcón "Sagitario" y el Capitán G.N. Ronald Sampson Osorio, pero cabe reconocer que Salazar nunca cometió los crímenes execrables imputados a Montenegro y Sampson.

## Tras la caída de Somoza Debayle
Tras la caída del régimen somocista cuando ya el General Somoza Debayle había salido de Nicaragua hacia Miami (17 de julio de 1979) y con la huida al exilio de Francisco Urcuyo Maliaños (18 de julio de 1979), Salazar Páiz tomó la decisión de retirarse del Frente Sur (20 de julio de 1979), cuando ya no podía recibir abastecimiento de pertrechos militares desde Managua. Bravo ordenó y organizó una retirada por mar hacia El Salvador y él mismo se dirigió hacia el Puerto La Unión a preparar el terreno con las autoridades salvadoreñas, a fin de que recibieran a todas las tropas de la Guardia Nacional de Nicaragua que habían combatido bajo su mando, como en efecto ocurrió.
El Coronel Salazar arribó a Miami el 27 de julio de 1979 a bordo de un avión con otros 142 militares y civiles que buscaban refugio en Estados Unidos. El Comandante Bravo llegaba después de haber obtenido refugio para sus tropas en El Salvador y establecer las primeras conexiones en Centroamérica para organizar operaciones militares contra el régimen sandinista.
El 1 de agosto de 1979 un grupo de oficiales de la G.N., encabezados por Salazar, testificó en una conferencia de prensa en Washington, organizada por el congresista John M. Murphy de Nueva York, dando a conocer las "atrocidades" que los sandinistas estaban cometiendo contra la población civil en Nicaragua, para instaurar un régimen comunista.

## Asesinato

### Los argentinos del ERP
Fueron seis argentinos del ERP en Nicaragua que se enfrentaron a las fuerzas del "Comandante Bravo": 
- Enrique Gorriarán Merlo, “El Pelao”, en la retaguardia con el Estado Mayor del Frente Sur.
- Hugo Irurzún, “Capitán Santiago”.
- Eduardo Berestein, “El Vasco Manuel”, trabajaba en armamento y almacenamiento
- Jorge Massetti, hijo Jorge Ricardo Masetti, estaba en escuadras de asalto bajo el mando de Javier Pichardo Ramírez.
- "El Gordo" Sánchez, estaba en transporte.
- "El Gato", trabajaba en artillería junto con Irurzún.

El 19 de julio abordaron camiones en Sapoá (Rivas para llegar a Managua el 20 de julio. El primero de los argentinos que se va a la inteligencia de la Seguridad del Estado, fue Massetti. Gorriarán se va a operaciones de la Seguridad del Estado, como interrogador. 

### La ex-amante de Salazar
Durante una visita que Massetti hace a Gorriarán, comentan que Miriam Barberena, ex-amante del "Comandante Bravo" cayó presa, pero está dispuesta a colaborar, que le avisen al Coronel Renán Montero porque ella puede dar la ubicación del "Comandante Bravo" en el exterior. Massetti fue a ver a Montero.
Entonces, ella pone como condición que se olviden las delaciones que ha cometido en la época de la Guardia Nacional, por lo cual ella había caído presa, porque la denunciaron como "sapa" (oreja, chivata). También pide una casa en León para que viva su madre y una suma de dinero. A partir de allí es que se monta la trampa para matar al "Comandante Bravo" en Tegucigalpa.
Barberena tenía el contacto telefónico con "Bravo", y en uno de estos contactos ya controlados por la Seguridad del Estado, por Montero y Gorriarán, él le plantea que salga para El Salvador u Honduras, que alquile una casa y que una vez lo haya hecho él llegará a verla.

### La operación
La operación la organiza Renán Montero, a cargo de la inteligencia y de lo que sería después la Dirección Quinta de la Seguridad del Estado. 
Salen Gorriarán y Barberena en vehículo hasta Panamá, ahí cambian de documentación para portar documentación falsa, y se van para Honduras. Los acompaña “El Gato”, uno de los seis argentinos.
La operación fue muy improvisada, era octubre de 1979, todavía no hay muchos recursos para operar. De modo que "El Gato" viaja por su parte, alquilan una casa en Tegucigalpa, va armado con una subametralladora, y Gorriarán con una pistola 22 con silenciador y cuatro granadas que previamente les ha entregado Lenín Cerna.
Durante su estancia en Honduras antes de su asesinato, la seguridad personal de Salazar fue encomendada a Linda Morales Castillo sargento G.N.
Miriam Barberena aterrizó en Tegucigalpa el 8 de octubre de 1979, viajaba con un pasaporte con su foto y un nombre diferente, incluyendo el boleto, ropa adecuada y dinero en efectivo, todo facilitado por la Dirección General de Seguridad del Estado (DGSE) del Ministerio del Interior bajo la dirección de Tomás Borge. Le acompañaban dos mujeres jóvenes, bien parecidas, una de ellas no era nicaragüense, y ambas eran agentes de la DGSE. Iban juntas, pero no revueltas. En el aeropuerto Tocontín, las tres mujeres abordaron un taxi y sin decir palabra, se dirigieron al hotel Honduras Maya. El chofer daba instrucciones finales a Barberena y a las otras dos mujeres, era Lenín Cerna, acompañado del argentino Gorriarán Merlo.
Cerna había sido nombrado en la embajada de Nicaragua en Honduras, pero no para cumplir misiones diplomáticas. Su trabajo consistía en eliminar a jefes militares de la G.N. que estaban en ese país para evitar que dirigieran una contrarrevolución. Tras el asesinato de Salazar fue expulsado por las autoridades hondureñas.
La operación es muy sencilla porque "Bravo" llega solo a la casa. "El Gato" está parapetado en la parte de afuera de la casa, en un patiecito, y Gorriarán está oculto en una segunda pared. Cuando el hombre toca la puerta, la mujer lo recibe como si fuera la amante, lo hace pasar, y "El Pelao" le pone la pistola en la cabeza. Entonces proceden a llevar a cabo una tortura atroz. A Salazar, según el informe de la Policía de Honduras lo torturan con soplete a la cara y los ojos, le arrancan las uñas y lo castran. Luego, lo arrastran, lo meten debajo de la cama y se van tranquilos. 
Pasaron varios días para que encontraran el cadáver de “Bravo” en Tegucigalpa. Las fotos del cadáver torturado de Salazar se encuentran en los archivos de la policía hondureña.